# Устанский сельсовет
Устанский сельсовет — сельское поселение в Уренском районе Нижегородской области.
Административный центр — посёлок Уста.

## История
Начало XVIII в. Правительство и церковь в лице Нижегородского епископа Питирима обрушили свои гонения на старообрядцев, в том числе и на тех, кто жил тогда на Ковернинщине.  Многие из них начинают переселяться за Ветлугу в Уренские леса. Так к 1723 году появились первые поселения на территории Устанского сельсовета – деревни Ломы, Михайлово, Петрово и Полом, впоследствии переименованная в Шерстниху.
Согласно исследованиям краеведа В.М.Киселёва вновь основанным деревням новопоселенцы давали старые, ковернинские названия. Действительно, если посмотреть на карту Ковернинского района, то на ней можно найти и Ломы с Михайловым, и Петрово с Поломом. С названиями последних трёх деревень всё просто, а вот с названием Ломы немного сложнее. Название это происходит от слова «лом» или «лам», что в говорах Поволжья означает «низкое место, пойму с кочкарником и мелколесьем» (М. и Э. Мурзаевы).
В 1820 году из деревни Непряхино переселилась семья Саниных и основала новую деревню. Вначале её называли Санино, но с течением времени это название изменилось в Шамино.
После разрушения Красноярского скита в 1855 году, один из старцев, Афанасий, вместе со своей семьёй недалеко от Шерстнихи основал ещё одно поселение - Скитский кордон, а речка, что протекала рядом, получила название Скитка или Афанасиха.
Не всем и не всегда нравилось жить рядом с соседями, поэтому они отселялись и образовывали новые селения. Так на карте Устанского сельсовета в 1907 году впервые появляются Михайловский, Петровский, Шаминский и Шерстнёвские (I и II) кордоны.
В начале XX века началось строительство железнодорожной ветки Н.Новгород – Котельнич. С ней связано образование в 1910 - 1920-х годах починка  Дурандин, который впоследствии стал посёлком Уста.
В 1918 году из деревни Климово на левый берег речки Шангалашки, при слиянии её с речкой Пустой, переселяется Самоваров Самуил Самойлович. Починок, который он основал, получил название Самоваровского. Спустя четыре года, в 1922 году, рядом с ним, но уже на правом берегу реки Пустой поселяется семья Сказкиных (Лебедевых) из села Темта. Впоследствии Самоваров С.С. тоже переехал на правую сторону. Так образовалась деревня Малое Климово.
После окончания Великой Отечественной войны, в 1946 году, братья Василий и Николай Медведевы в 51 квартале Михайловского лесничества организовали поселение. Целью его основания была переработка древесины. Здесь были построены два заводика по перегонке древесины (берёзы) в древесный уголь и дёготь. С течением времени спрос на древесный уголь падал, и к 1970 году это поселение было оставлено. Охотникам и местным жителям это урочище известно под названием Медведево или Заводики.
Вот так начиналась история Устанского сельсовета…
Статус и границы сельского поселения установлены Законом Нижегородской области от 15 июня 2004 года № 60-З «О наделении муниципальных образований — городов, рабочих посёлков и сельсоветов Нижегородской области статусом городского, сельского поселения».

## Население
| 2002  | 2010  | 2012  | 2013  | 2014  | 2015  | 2016  |
| ----- | ----- | ----- | ----- | ----- | ----- | ----- |
| 3025  | ↘2867 | ↘2853 | ↘2835 | ↘2831 | ↘2780 | ↘2779 |
| 2017  | 2018  | 2019  | 2020  |       |       |       |
| ↘2766 | ↘2749 | ↘2699 | ↗2700 |       |       |       |

## Состав сельского поселения
| № | Населённый пункт | Тип населённого пункта          | Население |
| - | ---------------- | ------------------------------- | --------- |
| 1 | Ломы             | деревня                         | ↘224      |
| 2 | Малое Климово    | деревня                         | →0        |
| 3 | Михайлово        | деревня                         | ↘94       |
| 4 | Петрово          | деревня                         | →0        |
| 5 | Уста             | посёлок, административный центр | ↘2531     |
| 6 | Шамино           | деревня                         | ↘11       |
| 7 | Шерстниха        | деревня                         | ↘7        |